# Albo d'oro del campionato etiope di calcio
Il primo campionato di calcio etiope venne giocato nel 1944, epoca in cui l'Etiopia era occupata dall'esercito britannico in guerra con l'Italia, nazione che aveva invaso il paese nel 1935. Ad aggiudicarselo fu la rappresentativa della British Military Mission to Ethiopia (BMME). La formula del campionato è variata nel corso degli anni, ed esso è stato disputato sia come coppa che come girone all'italiana.
Durante l'occupazione italiana dell'Etiopia vennero giocati dei campionati regionali, uno per ogni governatoriato dell'Africa Orientale Italiana.
La squadra che detiene il maggior numero di tornei vinti conosciuti è il Saint-George SA, con 25 titoli ottenuti.
Durante il periodo di unione tra Etiopia ed Eritrea (dal 1952 al 1993), le squadre eritree giocarono nel campionato etiope, ottenendo nove successi, quattro con l'Asmara Brewery, tre con il Tele SC e due con l'Embassoyra.

## Albo d'oro
Elenco dei vincitori del campionato etiope di calcio di massimo livello.
| Stagione  | Vincitore           | Secondo Posto         | Terzo posto      | Note |
| 1944      | BMME                | Fortitudo Addis Abeba | ?                | |
| 1945-1947 |                     |                       |                  | Non venne disputato alcun torneo.                                                                                            |
| 1948      | Key Baher           | ?                     | ?                | |
| 1949      | Army                | ?                     | ?                | |
| 1950      | Saint-George SA     | ?                     | ?                | |
| 1951      | Army                | ?                     | ?                | |
| 1952      | Army                | ?                     | ?                | |
| 1953      | Army                | Hamasien              | ?                | |
| 1954      | Army                | ?                     | ?                | |
| 1955      | Hamasien            | ?                     | ?                | |
| 1956      | Mechal              | ?                     | ?                | |
| 1957      | Hamasien            | ?                     | ?                | |
| 1958      | Akale Guzay         | ?                     | ?                | |
| 1959      | Tele SC             | ?                     | ?                | |
| 1960      | Cotton Factory Club | ?                     | ?                | |
| 1961      | Ethio-Cement        | ?                     | ?                | |
| 1962      | Cotton Factory Club | ?                     | ?                | |
| 1963      | Cotton Factory Club | ?                     | ?                | |
| 1964      | Ethio-Cement        | Omedla                | Tele SC          | |
| 1965      | Cotton Factory Club | ?                     | ?                | |
| 1966      | Saint-George SA     | ?                     | ?                | |
| 1967      | Saint-George SA     | ?                     | ?                | |
| 1968      | Saint-George SA     | ?                     | ?                | |
| 1969      | Tele SC             | ?                     | ?                | |
| 1970      | Tele SC             | ?                     | ?                | |
| 1971      | Saint-George SA     | ?                     | ?                | |
| 1972      | GS Asmara           | Cotton FC             | Airlines         | |
| 1973      | GS Asmara           | ?                     | ?                | |
| 1974      | Embassoyra          | Electric              | ?                | |
| 1975      | Saint-George SA     | ?                     | ?                | |
| 1976      | Mechal              | ?                     | ?                | |
| 1977      | Medr Babur          | ?                     | ?                | |
| 1978      | Ogaden Anbassa      | ?                     | ?                | |
| 1979      | Omedla              | ?                     | ?                | |
| 1980      | Tegl Fre            | ?                     | ?                | |
| 1981      | Ermejachen          | ?                     | ?                | |
| 1982      | Mechal              | ?                     | ?                | |
| 1983      | Cotton Factory Club | ?                     | ?                | |
| 1984      | Mechal              | Insurance             | Omedla           | |
| 1985      | Brewery Addis Abeba | ?                     | ?                | |
| 1986      | Brewery Addis Abeba | ?                     | ?                | |
| 1987      | Saint-George SA     | ?                     | ?                | |
| 1988      | Mechal              | ?                     | ?                | |
| 1989      | Mechal              | ?                     | ?                | |
| 1990      | Brewery Addis Abeba | ?                     | ?                | |
| 1991      | Saint-George SA     | ?                     | ?                | |
| 1992      | Saint-George SA     | ?                     | ?                | |
| 1993      | Mebrat Hail         | ?                     | ?                | |
| 1994      | Saint-George SA     | ?                     | ?                | |
| 1995      | Saint-George SA     | ?                     | ?                | |
| 1996      | Saint-George SA     | ?                     | ?                | |
| 1997      | Ethio-Bunna         | Wolayta Toussa        | ?                | |
| 1998      | Mebrat Hail         | Medhin                | Ethio-Bunna      | |
| 1998-1999 | Saint-George SA     | Awassa City           | Ethiopian Coffee | |
| 1999-2000 | Saint-George SA     | EEPCO                 | Ethiopian Coffee | |
| 2000-2001 | Mebrat Hail         | St. George            | Ethiopian Coffee | |
| 2001-2002 | Saint-George SA     | Ethiopian Coffee      | EEPCO            | |
| 2002-2003 | Saint-George SA     | Arba Minch Kenema     | Ethiopian Coffee | |
| 2003-2004 | Awassa City         | Ethiopian Coffee      | Trans Ethiopia   | |
| 2004-2005 | Saint-George SA     | Trans Ethiopia        | Awassa City      | |
| 2005-2006 | Saint-George SA     | EEPCO                 | Awassa City      | |
| 2006-2007 | Awassa City         |                       |                  | Il campionato fu abbandonato in giugno dalla maggior parte dei club e così la federazione diede la vittoria all'Awassa City. |
| 2007-2008 | Saint-George SA     | Adama City            | Awassa City      | |
| 2008-2009 | Saint-George SA     | Ethiopian Coffee      | Defence          | |
| 2009-2010 | Saint-George SA     | Dedebit               | Ethiopian Coffee | |
| 2010-2011 | Ethiopian Coffee    | St. George            | Dedebit          | |
| 2011-2012 | Saint-George SA     | Dedebit               | EEPCO            | |
| 2012-2013 | Dedebit             | St. George            | Ethiopian Coffee | |
| 2013-2014 | Saint-George SA     | Ethio-Bunna           | Defence          | |
| 2014-2015 | Saint-George SA     | Dedebit               | Adama City       | |
| 2015-2016 | Saint-George SA     | Ethio-Bunna           | Adama City       | |
| 2016-2017 | Saint-George SA     | Dedebit               | Adama City       | |
| 2017-2018 | Jimma Aba Jifar     | St. George            | Ethiopian Coffee | |
| 2018-2019 | Mekelle 70 Enderta  | Sidama Coffee         | Fasil Kenema     | |

## Titoli per squadra
| Squadra             | Titoli | Anni |
| St. George          | 29     | 1950, 1966, 1967, 1968, 1971, 1975, 1985, 1986, 1987, 1990, 1991, 1992, 1994, 1995, 1996, 1998-1999, 1999-2000, 2001-2002, 2002-2003, 2004-2005, 2005-2006, 2007-2008, 2008-2009, 2009-2010, 2011-2012, 2013-2014, 2014-2015, 2015-2016, 2016-2017 |
| Defence             | 11     | 1949, 1951, 1952, 1953, 1954, 1956, 1976, 1982, 1984, 1988, 1989 |
| Cotton FC           | 5      | 1960, 1962, 1963, 1965, 1983 |
| EEPCO               | 3      | 1993, 1998, 2000-2001 |
| Tele SC (ER)        | 3      | 1959, 1969, 1970 |
| GS Asmara (ER)      | 4      | 1972, 1973 |
| Asmara Brewery (ER) | 2      | 1955, 1957 |
| Awassa City         | 2      | 2003-2004, 2006-2007 |
| Ethiopian Coffee    | 2      | 1997, 2010-2011 |
| Embassoyra (ER)     | 2      | 1958, 1974 |
| Ethio-Cement        | 2      | 1961, 1964 |
| Mekelle 70 Enderta  | 1      | 2018-2019 |
| Jimma Aba Jifar     | 1      | 2017-2018 |
| Dedebit             | 1      | 2012-2013 |
| Ermejachen          | 1      | 1981 |
| Tegl Fre            | 1      | 1980 |
| Omedla              | 1      | 1979 |
| Ogaden Anbassa      | 1      | 1978 |
| Medr Babur          | 1      | 1977 |
| Key Baher           | 1      | 1948 |
| BMME                | 1      | 1944 |